# تاريخ بغداد (كتاب)
كتاب تاريخ بغداد كتاب ألفه العلامة أحمد بن علي بن ثابت المعروف بالخطيب البغدادي، ( 392 هـ - 462 هـ)، وهو مؤرخ عربي مسلم، وألف الكثير من المؤرخين بعده كتب مشابهة لهذا الكتاب. مثل تاريخ دمشق لابن عساكر.

## محتويات الكتاب
ولقد تضمن الكتاب أكثر من 7831 ترجمة لحياة العلماء والمفكرين وأعيان البلد ورجال الدولة، وجمعه على طريقة المحدثين وضم فيه فوائد كثيرة فصار كتاباً كبير الحجم، وهو مطبوع في المكتبات بطبعات عدة في 14 مجلد، وللكتاب أهميته من الناحية العلمية والثقافية حيث يبين أساليب التدريس ومناهج الدراسة لعلماء بغداد، بالإضافة إلى تبيان نشاط العلماء في المدن الإسلامية في ذلك الوقت. وهو كتاب يضم أيضاً تأريخاً للكتب التي ألفت في تاريخ بغداد.

## أهمية الكتاب
وتكمن أهمية كتاب تاريخ بغداد العظمى في اهتمامه بمجال الحديث إذ ترجم لحوالي خمسة آلاف محدث ويظهر ذلك انه وضعه لخدمة علم الحديث وتظهر أهميته بالتعريف بالكثير من الكتب المفقودة في مجالات مختلفة وذكر الكثير من الكتب التي لم يذكرها ابن النديم في الفهرست وتبلغ 29 كتاب، وتبلغ مجموع الكتب التي ذكرها في كتابه حوالي (446) كتاباً. وأصبح تاريخ الخطيب مصدراً مهما لكثير من مؤرخي الإسلام الذين استفادوا منه كثيراً وأصبح لهم مرجعاً رئيساً في كتبهم، وهذا السبكي ( ت، 771 هـ) الذي قال عنه يعد من محاسن الكتب الإسلامية. وأثنى عليه طاش كبرى زاده(ت، 965 هـ) بقوله (كان من الحفاظ المتقنين والعلماء المتبحرين ولو لم يكن له سوى التاريخ لكفاه فإنه يدل على اطلاع عظيم)، ومما يدعو إلى اليقين أن اعتماد المؤرخين في كتبهم على تاريخه يدل على ثقتهم به وبمادته. ومن المؤرخين من اعتمد على كتاب الخطيب:- ابن ماكولا (ت، 475 هـ) في كتابه الإكمال وأبو يعلى (ت 526 هـ) في طبقات الحنابلة والسمعاني (ت، 562 هـ) في الأنساب وابن عساكر (ت،571هـ) وابن الجوزي (ت،597هـ) في المنتظم وأيضاً في كتابه المصباح المضيء في أخبار المستضيء) والحموي (ت، 626 هـ) في كتابيه البلدان، وإرشاد الأريب، وابن خلكان (ت، 681هـ) في وفيات الأعيان والمزي (ت، 742 هـ) في تهذيب الكمال والذهبي (ت، 748 هـ) في جميع كتبه مثل تذكرة الحفاظ، العبر، سير أعلام النبلاء وغيرها، والسبكي (ت، 771 هـ) في طبقات الشافعية والصفدي (ت، 764 هـ) في الوافي، وابن كثير (ت 774 هـ) في البداية والنهاية وغيرهم من المؤرخين. منهج الخطيب في تاريخــه : عمد الخطيب في تاريخه أن يترجم لجميع علماء بغداد سواء من كان سكنها أم زارها منذ بداية تأسيسها حتى عصره. أوضح ذلك في مقدمة الكتاب أن تاريخه يشمل ما يأتي: (تسمية الحلفاء والأشراف والكبراء والقضاة والفقهاء والمحدثين والقراء والزهاد والصلحاء والمتأدبين والشعراء من أهل مدينة السلام الذين ولدوا بها وبسواها من البلدان ونزلوها وذكر من انتقل عنها ومات ببلدة غيرها ومن كان بالنواحي القريبة منها ومن قدمها من غير أهلها). وبذلك نفهم أن الخطيب ترجم لعلماء بغداد الذين ولدوا بها وتوفوا بها، وأيضا العلماء الذين أتوا من مدن مختلفة وسكنوا بغداد أو حتى توفوا بها، والعلماء الذين ولدوا فيها ثم رحلوا عنها، وكذلك ترجم لأهل المناطق القريبة منها مثل سامراء وغيرها، وأيضاً العلماء الذين قدموا بغداد ثم رحلوا عنها. ولم يذكر الخطيب في تاريخه من محدثي الغرباء الذين قدموا إلى بغداد ولم يحدث بها ويروي العلم فأنه أهملهم وذلك لكثرة أسمائهم وتعذر احصاء عددهم.